# Crítica a la Iglesia Adventista del Séptimo Día
La crítica a la Iglesia Adventista del Séptimo día incluye observaciones hechas sobre las enseñanzas, estructura, y prácticas o desacuerdos teológicos de varios individuos y grupos dentro y fuera de la Iglesia Adventista del Séptimo Día.

## Principales críticos
Uno de los primeros críticos más prominentes de la iglesia fue D. M. Canright, un dirigente temprano del movimiento de finales del siglo XIX, quien apostató, se retractó, y finalmente se convirtió en pastor bautista.
A mediados del siglo XX,  el evangélico Walter Martin y el Instituto de Investigación cristiana concluyeron que la Iglesia Adventista del Séptimo Día  es un cuerpo cristiano legítimo, con algunas doctrinas heterodoxas y declararon, «son sólidas  en las principales doctrinas del Nuevo Testamento. incluida la gracia y la redención a través de la ofrenda vicaria de Jesucristo de una vez por todas». Sin embargo, otros eruditos. como el teólogo calvinista Anthony A. Hoekema, que no estaba de acuerdo con la opinión adventista de que la teología de Jacobo Arminio estaba alineada con el adventismo, creían que el adventismo estaba basado en una corriente de teología wesleyana/arminiana, y agruparon al Adventismo del Séptimo Día con el Mormonismo, los Testigos de Jehová y la Ciencia cristiana en su libro Los Cuatro Cultos Importantes.
En los debates con respecto a la inspiración de Ellen White durante la década de 1970, los adventistas Walter T. Rea[4] y Ronald Numbers[5] escribieron material que algunos percibieron como crítica de Ellen White. 
La crítica más reciente y completa de Ellen G. White es un libro de abundantes fuentes y bien documentado, Ellen G. White, una Psychobiography, por Steve Daily, un historiador de la iglesia y psicólogo autorizado. Este libro describe la patología de Ellen G. White, la "profética" cofundadora de la Iglesia Adventista del Séptimo Día. En referencia a este volumen explosivo, John Dart, un veterano editor de religión de Los Ángeles Time, escribió «un trabajo devastador. Lo que Numbers y Rea empezaron, este libro lo acabará.»

## Doctrina de la Iglesia

### Puntos de vista sobre el Trinitarismo
Algunos críticos cristianos del Adventismo sostienen que la visión adventista sobre la Santísima Trinidad no es ortodoxa y/o constituye un Triteísmo.
Varios eruditos adventistas del Séptimo Día han reconocido que la visión adventista de la Trinidad tiende a diferir en algunos aspectos de la heredada visión cristiana tradicional de la doctrina. Según el Dr. Jerry Moon, profesor emérito en el Seminario Teológico Adventista del Séptimo Día, Ellen White, la cofundadora de la iglesia, enseñó que el Padre, Hijo, y el espíritu Santo es tres seres distintos, pero están unido como uno en la Deidad.
Moon explica que Ellen White fue educada como trinitaria, pero adoptó una visión diferente de la tradicional, y sostiene que los escritos posteriores de White sobre la Trinidad no son iguales que los rechazados por los primeros adventistas.
El crítico A. Leroy Moore sostiene que los adventistas rechazan el punto de vista ortodoxo, y que su punto de vista, probablemente habría sido calificado como arriano por los ortodoxos.

### Cristología
El Instituto de Investigación cristiana sostiene que el adventismo enseña que Cristo tenía una naturaleza pecaminosa. Según los adventistas, Cristo vino como hombre plenamente, y aun así, como plenamente divino, y cubriendo la naturaleza de Cristo declaran que Jesucristo heredó la naturaleza caída de Adán, que ha sido transmitida a toda la humanidad, pero no pecó.

### Juicio investigador y salvación
La doctrina del Juicio investigador se define en la lista de creencias fundamentales de la Iglesia. Al revisar esta doctrina, única y característica de la Iglesia Adventista del Séptimo Día, los críticos no adventistas señalan que no es una enseñanza bíblica.
Los adventistas replican que esta doctrina no trata sobre geografía celestial, sino que es un juicio de obras, compatible con el evangelio